# Новогребельський заказник
Новогре́бельський зака́зник — гідрологічний заказник місцевого значення в Україні. 
Розташований у межах Роменського району Сумської області, на південь від села Чеберяки та на схід від села Нова Гребля та села Голінка. 
Площа 447 га. Як об'єкт ПЗФ створений 15.10.2010 року. Перебуває у віданні: Новогребельська сільська рада, Ярошівська сільська рада, Роменський агролісгосп. 
Зберігається масив евтрофних високотравних, осокових та лісових боліт, що забезпечують підтримання гідрологічного режиму річки Сула. Представлені рослинні угруповання, занесені до Зеленої книги (глечиків жовтих, латаття білого). Є місцем зростання видів, занесених до ЧКУ (пальчатокорінники м'ясо-червоний і травневий, зозулинець болотний); місцем мешкання тварин, занесених до Червоної книги України(видра, горностай, журавель сірий, лелека чорний); занесених до Європейського Червоного списку (деркач, видра, сліпак) та Бернської конвенції (бобер, черепаха болотяна, бугайчик, крячок світлокрилий, сіра, біла і руда чаплі, грицик великий, лебідь-шипун та ін.).